# Hann Endre
Hann Endre (Budapest, 1946. december 31. –) szociálpszichológus, a Medián Közvélemény- és Piackutató Intézet ügyvezető igazgatója.

## Élete
Székely-szász édesapja és beregszászi zsidó édesanyja Budapesten nevelte fel. 1964-től segédmunkásként, könyvesbolti eladóként és hasonló munkakörökben dolgozott. Osztálytársával, Nádasdy Ádámmal színes grafikonokon ábrázolták a slágerlisták állását. 1969-ben lett a Tömegkommunikációs Kutatóközpont kérdezőbiztosa. A következő évtől az Eötvös Loránd Tudományegyetem hallgatója lett. Klinikai pszichológusi végzettséget szerzett. Ezt követően a Tömegkommunikációs Kutatóközpontban, majd a Magyar Közvélemény-kutató Intézetben tudományos munkatársként és titkárként dolgozott. 1989-ben közreműködött a Szabad Demokraták Szövetsége „A rendszerváltás programja” című kiadványának szerkesztésében.
1989-ben a Medián Közvélemény- és Piackutató Intézet egyik alapítójaként szerepelt. A Medián az ország első számú, tisztán hazai tulajdonban lévő, független piac-, és közvélemény-kutató cége. Választási előrejelzéseket készít, televízióban is gyakran szerepel. Kutatási szakterületei a politikai attitűdök és a választási magatartás.
2017-ben Molnár Gyulával, az MSZP elnökével került vitába, aki egy politikai forgatókönyv résztvevőjének nevezte. Hann Endre így válaszolt a vádra: „Szánalmasnak tartom, hogy Molnár Gyula a közvélemény-kutatásunkra mutogat, és azzal vádolja a Mediánt, mintha valami politikai boszorkánykonyha tervei szerint politikát csinálna”.
2020-ban a Klubrádióban, Szénási Sándornak a rendszerváltásról szóló műsorában utalt arra, hogy a rendszerváltás idején a baráti kapcsolatain keresztül részt vett a Szabad Kezdeményezések Hálózata, illetve alapítóként Szabad Demokraták Szövetsége munkájában is, mint elmondta később kilépett az SZDSZ-ből, és kizárólag a kutatásra fordította az energiáit. A beszélgetés során önmagát a liberális–demokrata irányzatokkal szimpatizáló személynek mutatta be. „Magától értetődően lettem liberális a székely-szász apám és beregszászi zsidó anyám alkotta budai családban felnőve.”
Személye, a 2021-ben bemutatott Elk*rtuk című magyar filmben a cselekmény központi figurájaként jelenik meg, a politikai krimiben a megszemélyesítője Bokor Barna.

## Művei
- Egy földrengés hatásai – A tájékoztatási rendszer paradoxonairól egy rémhír kapcsán (Tanulmányok, beszámolók, jelentések), Budapest, 1981
- Antiszemita előítéletesség a magyar társadalomban, kutatási jelentés, Tett és Védelem alapítvány, 2015 (Róna Dániellel közösen)
- Hann Endre, Megyeri Klára, Polyák Gábor, Urbán Ágnes: Megfertőzött médiarendszer A politikai tájékozódás forrásai Magyarországon 2020, budapest.fes.de